# Memrystor
Memrystor (ang. memristor) – jeden z podstawowych biernych elementów elektronicznych; trzy pozostałe to opornik (rezystor), kondensator i cewka. Memrystor (ang. memory resistor – opornik z pamięcią) działa jako pojedyncza komórka pamięci, może być użyty do przechowywania jednego bitu informacji, rezystancja memrystora może być sterowana prądowo.

## Właściwości fizyczne

Ilustracja koncepcji memrystora jako elementu elektronicznego
charge q – ładunek q, current i – prąd i, voltage v – napięcie v, flux φ – strumień magnetyczny φ,
Capacitor – kondensator, Resistor – rezystor, Inductor – cewka, Memristor – memrystor

Budowa pojedynczej komórki memrystora z domieszką dwutlenku tytanu. U góry: mała przewodność elektryczna; na dole: duża przewodność elektryczna.

Krzywa histerezy memrystora w funkcji częstotliwości kątowej.

Memrystor jest elementem, w którym strumień magnetyczny skojarzony {\displaystyle \Phi } jest funkcją przepływającego przezeń ładunku elektrycznego {\displaystyle q,} tj. w którym {\displaystyle \Phi =\Phi (q).} Zależność strumienia od ładunku
{\displaystyle M(q)\equiv {\frac {d\Phi }{dq}}}
nazwano „memrystancją”, przez analogię m.in. do rezystancji.
Memrystancja jest dopełniającą zależnością między dwiema z czterech podstawowych wartości opisujących obwód elektryczny: natężeniem prądu {\displaystyle i,} napięciem elektrycznym {\displaystyle u,} ładunkiem elektrycznym {\displaystyle q} i strumieniem magnetycznym skojarzonym {\displaystyle \Phi .} Pozostałe pięć z sześciu możliwych kombinacji to:
{\displaystyle q(t)=\int _{-\infty }^{t}i(\tau )\,d\tau ,}
{\displaystyle \Phi (t)=\int _{-\infty }^{t}u(\tau )\,d\tau }
oraz parametry pozostałych trzech podstawowych elementów biernych w elektronice:
rezystancją {\displaystyle R} rezystora {\displaystyle \left(R={\frac {\mathrm {d} u}{\mathrm {d} i}}={\frac {\mathrm {d} {\dot {\Phi }}}{\mathrm {d} {\dot {q}}}}\right),}
indukcyjnością {\displaystyle L} cewki {\displaystyle \left(L={\frac {\mathrm {d} \Phi }{\mathrm {d} i}}={\frac {\mathrm {d} \Phi }{\mathrm {d} {\dot {q}}}}\right),}
pojemnością (odwrotność) {\displaystyle {\frac {1}{C}}} kondensatora {\displaystyle \left({\frac {1}{C}}={\frac {\mathrm {d} u}{\mathrm {d} q}}={\frac {\mathrm {d} {\dot {\Phi }}}{\mathrm {d} q}}\right).}
Napięcie {\displaystyle u} na memrystorze związane jest z przepływającym prądem {\displaystyle i} poprzez chwilową wartość jego memrystancji:
{\displaystyle u(t)=M(q(t))\,i(t),}
gdzie {\displaystyle t} oznacza czas.
Można zapisać inaczej:
{\displaystyle M={\frac {\mathrm {d} \Phi }{\mathrm {d} q}}.}
Zmienna oznaczona kropką oznacza pochodną po czasie.